# Nati il 16 dicembre
| Questa pagina contiene informazioni ricavate automaticamente dalle voci biografiche con l'ausilio del template Bio e di un bot. L'aggiornamento è periodico e automatico e ricostruisce completamente la pagina. Se manca una persona in questa lista, sei pregato di non aggiungerla, ma accertati piuttosto che la sua voce biografica contenga il template Bio e che i dati anagrafici siano correttamente compilati. Se il template Bio manca, inseriscilo tu stesso o, in alternativa, metti l'avviso {{tmp\|Bio}} che ne segnala la mancanza. Se i dati riportati sono sbagliati, correggi direttamente la voce biografica; le modifiche saranno visibili in questa lista entro pochi giorni. Per chiarimenti vedi il progetto biografie. La lista contiene solo le 1.080 persone che sono citate nell'enciclopedia e per le quali è stato implementato correttamente il template Bio. Pagina aggiornata al 9 ago 2025. |

## XIV secolo(1)
- 1364 - Manuele III di Trebisonda, imperatore bizantino († 1417)

## XV secolo(2)
- 1461 - Francesco d'Aragona, principe italiano († 1486)
- 1485 - Caterina d'Aragona, principessa spagnola († 1536)

## XVI secolo(10)
- 1518 - Francesco Duodo, ammiraglio italiano († 1592)
- 1522 - Onorato I di Monaco, monegasco († 1581)
- 1529 - Laurent Joubert, medico e chirurgo francese († 1583)
- 1534 - Hans Bol, pittore e artista fiammingo († 1593)
- 1535 - Lucrezia d'Este, nobile italiana († 1598)
- 1545 - Johann Eustach von Westernach, tedesco († 1627)
- 1584 - John Selden, giurista e politico inglese († 1654)
- 1585 - Livia della Rovere, duchessa italiana († 1641)
- 1597 - Giorgio Alberto I di Erbach-Schönberg, nobile tedesco († 1647)
- 1600 - Claude Lorrain, pittore francese († 1682)

## XVII secolo(18)
- 1614 - Eberardo III di Württemberg, duca († 1674)
- 1616 - Guidobaldo Thun, cardinale e arcivescovo cattolico austriaco († 1668)
- 1618 - Elisabetta di Boemia, religiosa tedesca († 1680)
- 1621 - Andrea Concublet, nobile italiano († 1675)
- 1623 - Ercole Grimaldi, nobile monegasco († 1651)
- 1625 - Erhard Weigel, astronomo, matematico e filosofo tedesco († 1699)
- 1630 - Mary Capell, nobildonna inglese († 1715)
- 1632 - Erik Benzelius il vecchio, arcivescovo luterano svedese († 1709)
- 1640 - Johannes Gruber, politico e mercante svizzero († 1710)
- 1645 - Nicola Grimaldi, cardinale italiano († 1717)
- 1650 - Alexander Hermann von Wartensleben, generale prussiano († 1734)
- 1652 - Giovanni Maria Casini, compositore, organista e religioso italiano († 1719)
- 1666 - Augusta Dorotea di Brunswick-Wolfenbüttel, duchessa († 1751)
- 1668 - Jean-François-Paul Le Fèvre de Caumartin, vescovo cattolico francese († 1733)
- 1668 - Constantyn Netscher, pittore olandese († 1723)
- 1668 - Antonio Francesco Valenti, funzionario e arcivescovo cattolico italiano († 1731)
- 1669 - Joseph Anne Marie de Moyriac de Mailla, gesuita, missionario e storico francese († 1748)
- 1685 - Charles Cressent, scultore e ebanista francese († 1768)

## XVIII secolo(36)
- 1701 - Olof Arenius, pittore svedese († 1766)
- 1705 - Gherardo degli Angioli, poeta italiano († 1783)
- 1705 - Andrea Basili, compositore italiano († 1777)
- 1714 - George Whitefield, predicatore inglese († 1770)
- 1716 - Paolo Tommaso Alberghi, violinista e compositore italiano († 1785)
- 1716 - Luigi Giulio Mancini-Mazzarino, diplomatico e scrittore francese († 1798)
- 1716 - Johann Rudolf Tschiffeli, agronomo svizzero († 1780)
- 1717 - Elizabeth Carter, poetessa, scrittrice e traduttrice inglese († 1806)
- 1724 - William Douglas, IV duca di Queensberry, politico e nobile scozzese († 1810)
- 1724 - Zanobi del Rosso, architetto italiano († 1798)
- 1728 - Gaspare Turbini, architetto e religioso italiano († 1801)
- 1734 - Colin Morison, mercante d'arte scozzese († 1809)
- 1737 - Pierre-Gabriel Berthault, incisore francese († 1831)
- 1740 - Goran Magnus Sprengtporten, politico finlandese († 1819)
- 1741 - Nathan Adler, rabbino e religioso tedesco († 1800)
- 1742 - Gebhard Leberecht von Blücher, feldmaresciallo prussiano († 1819)
- 1749 - Pietro Gravina, cardinale e arcivescovo cattolico italiano († 1830)
- 1750 - Giuseppe Velasco, pittore italiano († 1827)
- 1756 - Tommaso Arezzo, cardinale e arcivescovo cattolico italiano († 1833)
- 1764 - Ignaz Peter Marchal de Perclat, militare austriaco († 1823)
- 1770 - Ludwig van Beethoven, compositore, pianista e direttore d'orchestra tedesco († 1827)
- 1770 - Mattia de Paoli, presbitero e scrittore italiano († 1831)
- 1771 - Jean Broc, pittore francese († 1850)
- 1772 - William Henry Cabell, politico statunitense († 1853)
- 1773 - José Aparicio, pittore spagnolo († 1838)
- 1774 - Caroline Villiers, nobile britannica († 1835)
- 1775 - Jane Austen, scrittrice britannica († 1817)
- 1775 - Papa Ciro, presbitero e brigante italiano († 1818)
- 1776 - Johann Wilhelm Ritter, fisico e chimico tedesco († 1810)
- 1777 - Madame Clicquot Ponsardin, imprenditrice francese († 1866)
- 1782 - Louis-Barthélémy Pradher, pianista, compositore e docente francese († 1843)
- 1785 - David Ogilvy, IX conte di Airlie, nobile e ufficiale scozzese († 1849)
- 1786 - Carl Wilhelm Hahn, aracnologo, entomologo e ornitologo tedesco († 1835)
- 1787 - Mary Russell Mitford, scrittrice e drammaturga inglese († 1855)
- 1790 - Leopoldo I del Belgio, re († 1865)
- 1793 - Francesco Zerilli, pittore italiano († 1837)

## XIX secolo(178)
- 1802 - Valentín Alsina, giurista e politico argentino († 1869)
- 1803 - Carlo Bevilacqua, politico italiano († 1875)
- 1803 - Pietro Fraticelli, editore, critico letterario e matematico italiano († 1866)
- 1804 - Viktor Jakovlevič Bunjakovskij, matematico russo († 1889)
- 1804 - Adèle Kindt, pittrice belga († 1884)
- 1805 - Isidore Geoffroy Saint-Hilaire, zoologo francese († 1861)
- 1808 - Francesco Gonin, pittore e incisore italiano († 1889)
- 1808 - Giuseppe Mazzoni, politico italiano († 1880)
- 1809 - Pieter Philip van Bosse, politico olandese († 1879)
- 1810 - Guillaume Douarre, missionario e vescovo cattolico francese († 1853)
- 1810 - Eugène Grangé, drammaturgo e cantautore francese († 1887)
- 1811 - Baldassarre Paoli, magistrato, giurista e politico italiano († 1889)
- 1813 - Georges Darboy, arcivescovo cattolico francese († 1871)
- 1813 - Adriano Mari, politico italiano († 1887)
- 1814 - Juan Prim, generale e politico spagnolo († 1870)
- 1814 - Alfredo di Salm-Salm, principe e politico tedesco († 1886)
- 1817 - Luigi Asioli, pittore italiano († 1877)
- 1818 - Antonio Flores, scrittore spagnolo († 1866)
- 1818 - Giovanna Rossi-Caccia, soprano spagnolo († 1892)
- 1819 - Felice Pinna, poliziotto italiano († 1890)
- 1822 - Giovan Battista Bottero, giornalista e politico italiano († 1897)
- 1822 - Felice Calvi, storico e scrittore italiano († 1901)
- 1822 - Ettore Tommaso Fantoni, pittore italiano († 1892)
- 1823 - Pier Luigi Bembo, politico italiano († 1882)
- 1825 - Henry Heth, generale statunitense († 1899)
- 1826 - Giovanni Battista Donati, matematico e astronomo italiano († 1873)
- 1828 - Alexander Ross Clarke, militare e geodeta inglese († 1914)
- 1829 - Augusto Antonio Vicentini, arcivescovo cattolico italiano († 1892)
- 1830 - Francis Patrick Moran, cardinale e arcivescovo cattolico irlandese († 1911)
- 1830 - Cornelis Petrus Tiele, storico delle religioni e teologo olandese († 1902)
- 1830 - Kálmán Tisza, politico ungherese († 1902)
- 1831 - Henri-Raymond Casgrain, storico e scrittore canadese († 1904)
- 1832 - Wilhelm Julius Foerster, astronomo tedesco († 1921)
- 1832 - Tomás Guardia Gutiérrez, militare e politico costaricano († 1882)
- 1833 - Anatole Bailly, grecista, lessicografo e docente francese († 1911)
- 1833 - Giuseppe Bellandi, militare italiano († 1910)
- 1834 - Léon Walras, economista francese († 1910)
- 1839 - Fredrik Johan Wiik, geologo e mineralogista finlandese († 1909)
- 1840 - Enrico Panzacchi, poeta, critico d'arte e politico italiano († 1904)
- 1841 - Anders Andersen-Lundby, pittore danese († 1923)
- 1842 - Giacinto De Vecchi Pieralice, storico, archeologo e scrittore italiano († 1906)
- 1842 - William Gowland, ingegnere e archeologo britannico († 1922)
- 1842 - Friedrich Julius Rosenbach, microbiologo e medico tedesco († 1923)
- 1844 - Théophile Deyrolle, pittore e ceramista francese († 1923)
- 1847 - Augusta Holmès, compositrice irlandese († 1903)
- 1847 - Ferdinand Walsin Esterhazy, militare francese († 1923)
- 1848 - Albrecht von Alvensleben-Schönborn, storico tedesco († 1928)
- 1849 - Fateh Singh di Udaipur e Mewar, principe indiano († 1930)
- 1849 - Virginia Ferni Germano, soprano italiano († 1934)
- 1850 - Betzij Rezora Akersloot-Berg, pittrice e disegnatrice norvegese († 1922)
- 1851 - James Fortescue Flannery, ingegnere e politico britannico († 1943)
- 1851 - Roman Potocki, nobile e politico polacco († 1915)
- 1851 - Ignaz Verdroß von Droßberg, generale austro-ungarico († 1931)
- 1851 - Theo de Meester, politico olandese († 1919)
- 1852 - Erwin Voit, medico e fisiologo tedesco († 1932)
- 1853 - Roberto Ferruzzi, pittore italiano († 1934)
- 1855 - Hope Bridges Adams Lehmann, ginecologa tedesca († 1916)
- 1855 - Louis Nels, politico e diplomatico tedesco († 1910)
- 1856 - Georg Krukenberg, ginecologo tedesco († 1899)
- 1856 - Napoleone Papini, anarchico italiano († 1925)
- 1857 - Edward Emerson Barnard, astronomo statunitense († 1923)
- 1858 - Agnes Baden-Powell, educatrice britannica († 1945)
- 1858 - Sigmund Mogulesko, cantante, attore e compositore statunitense († 1914)
- 1859 - Gaetano Vannicola, pittore e architetto italiano († 1923)
- 1860 - Alessandro Zappata, latinista, insegnante e scrittore italiano († 1929)
- 1861 - Antonio de la Gandara, pittore e disegnatore francese († 1917)
- 1862 - John Fox Jr., giornalista e scrittore statunitense († 1919)
- 1862 - George Hume, compositore di scacchi britannico († 1936)
- 1863 - Pietro Bonanno, politico italiano († 1905)
- 1863 - Fred Dewhurst, calciatore inglese († 1895)
- 1863 - Konrad zu Hohenlohe-Schillingsfürst, politico austriaco († 1918)
- 1863 - George Santayana, filosofo, scrittore e poeta spagnolo († 1952)
- 1864 - Kate Belinda Finn, scacchista inglese († 1932)
- 1864 - Pierre Nommesch, vescovo cattolico lussemburghese († 1935)
- 1865 - Olavo Bilac, giornalista, poeta e scrittore brasiliano († 1918)
- 1865 - Elsie Fogerty, insegnante e scrittrice britannica († 1945)
- 1865 - Paolina Visintainer, religiosa e santa austriaca († 1942)
- 1866 - Adolfo Carmine, collezionista d'arte svizzero († 1944)
- 1866 - Vasilij Vasil'evič Kandinskij, pittore russo († 1944)
- 1866 - Umberto Norsa, letterato italiano († 1943)
- 1866 - Aleksandr Dmitrievič Protopopov, politico russo († 1918)
- 1866 - Achille Russo, zoologo italiano († 1955)
- 1867 - Pietro Bellotti, sindacalista, politico e antifascista italiano († 1950)
- 1867 - Amy Carmichael, missionaria e scrittrice britannica († 1951)
- 1867 - Angelo Della Mura, pittore italiano († 1922)
- 1867 - Francesco Querini, esploratore italiano († 1900)
- 1868 - William Craven, IV conte di Craven, nobile e politico inglese († 1921)
- 1868 - William Brown Macdougall, pittore, incisore e illustratore scozzese († 1936)
- 1869 - Rodolfo Caroli, arcivescovo cattolico italiano († 1921)
- 1869 - Bertha Lamme Feicht, ingegnere statunitense († 1943)
- 1869 - Bernard Pyne Grenfell, egittologo e papirologo inglese († 1926)
- 1871 - Victor Archenoul, cavaliere francese († 1938)
- 1871 - Carlo Alfredo Mussinelli, compositore italiano († 1955)
- 1871 - Manuel Fernández Silvestre y Pantiga, generale spagnolo († 1921)
- 1872 - Anton Ivanovič Denikin, generale russo († 1947)
- 1872 - Léon Homo, storico e docente francese († 1957)
- 1873 - Francesco Dentice di Accadia, prefetto e politico italiano († 1944)
- 1874 - Hugh McClung, direttore della fotografia e regista statunitense († 1946)
- 1874 - Ching Morrison, calciatore irlandese († 1940)
- 1875 - Justí Guitart i Vilardebó, vescovo cattolico spagnolo († 1940)
- 1875 - Curuppumullage Jinarajadasa, esoterista, scrittore e orientalista singalese († 1953)
- 1876 - Harry Dunkinson, attore statunitense († 1936)
- 1876 - Friedrich Roselius, imprenditore tedesco († 1941)
- 1876 - Rodolphe Seeldrayers, dirigente sportivo belga († 1955)
- 1877 - Artur Bodanzky, direttore d'orchestra austriaco († 1939)
- 1877 - Kichisaburō Nomura, ammiraglio e politico giapponese († 1964)
- 1878 - Umberto Locatelli, imprenditore, dirigente d'azienda e politico italiano († 1958)
- 1878 - Gertrud Woker, biochimica, attivista e pacifista svizzera († 1968)
- 1879 - William Duncan, attore, regista e sceneggiatore scozzese († 1961)
- 1879 - César Garin, ciclista su strada italiano († 1951)
- 1879 - Otto Ludwig Haas-Heye, stilista tedesco († 1959)
- 1880 - Guido Gialdini, artista tedesco († 1943)
- 1880 - Joseph Gotthardt, missionario e arcivescovo cattolico tedesco († 1963)
- 1881 - Mary De Garis, medico australiano († 1963)
- 1881 - Henri-Fernand Dentz, generale francese († 1945)
- 1882 - Domenico Baccarini, pittore, incisore e scultore italiano († 1907)
- 1882 - Walther Meissner, fisico tedesco († 1974)
- 1882 - Zoltán Kodály, compositore, linguista e filosofo ungherese († 1967)
- 1883 - Henri Doucet, disegnatore e pittore francese († 1915)
- 1883 - Enrico Ortolani, pittore e illustratore italiano († 1972)
- 1883 - Cyrille Van Hauwaert, ciclista su strada e pistard belga († 1974)
- 1884 - Henri Bellocq, calciatore francese († 1959)
- 1884 - Axel Matias Haglund, canottiere finlandese († 1948)
- 1884 - J.M. Kerrigan, attore irlandese († 1964)
- 1885 - Pierino Albini, ciclista su strada italiano († 1955)
- 1885 - Alfonso Ollearo, generale italiano († 1957)
- 1885 - Felice Perussia, medico italiano († 1959)
- 1886 - Gina Algranati, bibliotecaria e scrittrice italiana († 1963)
- 1886 - Maria Algranati, poetessa e scrittrice italiana († 1978)
- 1886 - Andrej Beloborodov, pittore e architetto russo († 1965)
- 1886 - Francesco Cognasso, storico italiano († 1986)
- 1887 - Åke Fjästad, calciatore svedese († 1956)
- 1887 - Violet Hopson, attrice australiana († 1973)
- 1887 - Sven Låftman, velocista, lunghista e astista svedese († 1977)
- 1887 - Johann Radon, matematico austriaco († 1956)
- 1887 - Carlo Vercesi, ginecologo italiano († 1954)
- 1887 - Adone Zoli, politico, partigiano e avvocato italiano († 1960)
- 1888 - Alessandro I di Jugoslavia, sovrano († 1934)
- 1888 - Francesco Baraldi, militare e politico italiano
- 1888 - Alphonse Juin, generale francese († 1967)
- 1888 - Ivan Osiier, schermidore danese († 1965)
- 1888 - Stefan Sudrich, calciatore austriaco († 1962)
- 1889 - Bruno Piazza, scrittore e superstite dell'Olocausto italiano († 1946)
- 1889 - Joseph Van Daele, ciclista su strada belga († 1948)
- 1889 - Ted Wilde, regista statunitense († 1929)
- 1890 - Carlo Bisi, illustratore, pittore e disegnatore italiano († 1982)
- 1890 - William Vosburgh, pallanuotista statunitense († 1953)
- 1891 - Kurt Brennecke, generale tedesco († 1982)
- 1891 - Ferenc Szűts, ginnasta ungherese († 1966)
- 1891 - Giuseppe Tassinari, agronomo e politico italiano († 1944)
- 1892 - Sadasue Senda, generale giapponese († 1945)
- 1894 - Cataldo Agostinelli, matematico e fisico italiano († 1988)
- 1894 - Giovanni Pippan, politico, sindacalista e antifascista italiano († 1933)
- 1895 - Martin Luther, diplomatico e politico tedesco († 1945)
- 1895 - Andy Razaf, compositore e poeta statunitense († 1973)
- 1895 - Sandro Sandri, giornalista e scrittore italiano († 1937)
- 1896 - Fred Allen, montatore e regista statunitense († 1955)
- 1896 - Anna Anderson, polacca († 1984)
- 1896 - Mariano d'Ayala Godoy, militare e aviatore italiano († 1918)
- 1896 - Ivan Merz, insegnante croato († 1928)
- 1897 - Porfírio Pardal Monteiro, architetto portoghese († 1957)
- 1897 - Antal Pruha, calciatore ungherese († 1973)
- 1897 - Domenico Sedino, calciatore italiano
- 1898 - Helmuth Groscurth, militare tedesco († 1943)
- 1898 - Francesco Nappa, pallanuotista maltese
- 1898 - Franco Pironi, calciatore italiano († 1986)
- 1899 - Jacob Bang, designer danese († 1965)
- 1899 - Oľga Borodáčová, attrice slovacca († 1986)
- 1899 - Arnold Büscher, militare tedesco († 1949)
- 1899 - Noël Coward, commediografo, attore e regista britannico († 1973)
- 1899 - Hans Korte, militare tedesco († 1990)
- 1899 - Sergio Solmi, critico letterario, poeta e avvocato italiano († 1981)
- 1899 - Aleksander Zawadzki, militare e politico polacco († 1964)
- 1900 - Rudolf Diels, politico e militare tedesco († 1957)
- 1900 - Horatio Fitch, velocista statunitense († 1985)
- 1900 - László Kalmár, regista e sceneggiatore ungherese († 1980)
- 1900 - Giuseppe Monticone, calciatore italiano († 1924)
- 1900 - Victor Sawdon Pritchett, scrittore e critico letterario britannico († 1997)

## XX secolo(812)
- 1901 - Margaret Mead, antropologa statunitense († 1978)
- 1901 - Andrea Mongelli, basso italiano († 1970)
- 1901 - Pina Renzi, attrice italiana († 1984)
- 1901 - Nikolaj Fëdorovič Vatutin, generale sovietico († 1944)
- 1902 - Rafael Alberti, poeta spagnolo († 1999)
- 1902 - Anders Petersen, pugile danese († 1966)
- 1902 - Karl Schneider, calciatore austriaco
- 1902 - Naoemon Shimizu, calciatore giapponese († 1945)
- 1903 - Maria Badaloni, politica italiana († 1994)
- 1903 - Guido De Unterrichter, politico italiano († 1979)
- 1903 - Hardie Albright, attore statunitense († 1975)
- 1903 - Roberto Lucifero d'Aprigliano, partigiano, avvocato e politico italiano († 1993)
- 1903 - Misao Tamai, calciatore giapponese († 1978)
- 1903 - Harold Whitlock, marciatore britannico († 1985)
- 1903 - Hans von Campenhausen, teologo tedesco († 1989)
- 1904 - Lelord Kordel, nutrizionista polacco († 2001)
- 1904 - Luigia Achillea Stella, filologa italiana († 1998)
- 1905 - Voldemārs Bērziņš, calciatore lettone († 2002)
- 1905 - Piet Hein, matematico, inventore e scrittore danese († 1996)
- 1905 - Salvatore Pietrocola, militare italiano († 1936)
- 1905 - Austin Loomer Rand, zoologo canadese († 1982)
- 1906 - Corrado Del Greco, militare e marinaio italiano († 1940)
- 1906 - Giovanni Lamberti, politico italiano († 1963)
- 1906 - Martí Ventolrà, calciatore spagnolo († 1977)
- 1907 - Albino Galvano, pittore, storico dell'arte e filosofo italiano († 1990)
- 1907 - Barbara Kent, attrice canadese († 2011)
- 1907 - Carlo Radice, calciatore italiano († 1976)
- 1907 - Mario Romani, calciatore italiano († 1977)
- 1908 - Sonja Graf, scacchista tedesca († 1965)
- 1908 - Hans Schaffner, politico svizzero († 2004)
- 1908 - Maurizio Tempestini, designer italiano († 1960)
- 1908 - Remedios Varo, pittrice spagnola († 1963)
- 1909 - Rina Chiarini, partigiana italiana († 1995)
- 1910 - Angelo Giannelli, militare italiano († 1936)
- 1910 - Zdzisław Kasprzak, cestista polacco († 1971)
- 1910 - Átila de Carvalho, calciatore brasiliano
- 1911 - Dolores Tamburini, montatrice italiana († 1977)
- 1912 - Robert Berri, attore francese († 1989)
- 1912 - Charles Marquis Warren, regista, sceneggiatore e produttore cinematografico statunitense († 1990)
- 1912 - Jacques Mouvet, bobbista belga
- 1912 - Frederich Silaban, architetto indonesiano († 1984)
- 1913 - Ko Bergman, calciatore olandese († 1982)
- 1913 - Eraldo Gastone, partigiano e politico italiano († 1986)
- 1913 - Ezio Lavoretti, produttore cinematografico italiano († 1975)
- 1913 - Cornelio Vinay, politico italiano († 2009)
- 1914 - Silvio Bisio, pittore e scultore italiano († 1997)
- 1914 - Nelly Corradi, attrice e soprano italiana († 1968)
- 1914 - Renzo Franzo, politico italiano († 2018)
- 1914 - Sekiji Sasano, calciatore giapponese († 2004)
- 1914 - Toti Scialoja, pittore e poeta italiano († 1998)
- 1915 - Bill Lloyd, cestista statunitense († 1972)
- 1915 - Paolo Moffa, regista, sceneggiatore e produttore cinematografico italiano († 2005)
- 1915 - Georgij Vasil'evič Sviridov, compositore sovietico († 1998)
- 1916 - Nicholas Christofilos, fisico statunitense († 1972)
- 1916 - Ruth Johnson Colvin, filantropa e scrittrice statunitense († 2024)
- 1916 - Birgitta Valberg, attrice svedese († 2014)
- 1917 - Arthur C. Clarke, autore di fantascienza e inventore britannico († 2008)
- 1917 - Rudolf Schäffer, calciatore cecoslovacco
- 1917 - Andy Shuford, attore e militare statunitense († 1995)
- 1917 - Miran Edgar Thompson, criminale statunitense († 1948)
- 1918 - Albert Durand, militare e aviatore francese († 1943)
- 1918 - Immo Fritzsche, militare e aviatore tedesco († 1943)
- 1918 - Milton Gendel, fotografo e critico d'arte statunitense († 2018)
- 1918 - Pierre Delanoë, paroliere francese († 2006)
- 1919 - Furio Scarpelli, sceneggiatore, giornalista e disegnatore italiano († 2010)
- 1920 - Dorothy Abbott, attrice statunitense († 1968)
- 1920 - Nancy Andrews, attrice statunitense († 1989)
- 1920 - Fritz Balogh, calciatore tedesco († 1951)
- 1920 - Claudio Beretta, scrittore, storico e linguista italiano († 2008)
- 1920 - Dušan Bordon, partigiano jugoslavo († 1944)
- 1920 - Les Fell, calciatore inglese († 2010)
- 1920 - Les Leston, pilota automobilistico britannico († 2012)
- 1920 - Paulius Rabikauskas, presbitero e teologo lituano († 1998)
- 1920 - George Schaefer, regista statunitense († 1997)
- 1921 - Toni Pagot, animatore, fumettista e regista italiano († 2001)
- 1921 - Giovanni Palmieri, partigiano e antifascista italiano († 1944)
- 1922 - Luciana Plaino, cestista italiana († 2017)
- 1922 - Arnaldo D'Addario, archivista e storico italiano († 2006)
- 1923 - Renato Cattaneo, calciatore italiano († 2017)
- 1923 - Jo-Carroll Dennison, modella statunitense († 2021)
- 1923 - Irena Mamińska, cestista polacca († 2014)
- 1923 - Pascal Mazzotti, comico e attore francese († 2002)
- 1923 - Menahem Pressler, pianista israeliano († 2023)
- 1923 - Giovanna Sandri, artista, pittrice e poetessa italiana († 2002)
- 1923 - Michele Virano, compositore e polistrumentista italiano († 2019)
- 1924 - Miloslav Malý, calciatore cecoslovacco († 1985)
- 1925 - Geir Hallgrímsson, politico islandese († 1990)
- 1925 - Bert Hellinger, psicologo e scrittore tedesco († 2019)
- 1925 - Édouard Kargu, calciatore francese († 2010)
- 1925 - Mac Otten, cestista statunitense († 2015)
- 1925 - Giuliana Saladino, giornalista e politica italiana († 1999)
- 1925 - Amelio Tagliaferri, economista, storico e archeologo italiano († 1994)
- 1926 - Bill Arnsparger, allenatore di football americano statunitense († 2015)
- 1926 - Alfred Koerppen, compositore tedesco († 2022)
- 1926 - James McCracken, tenore statunitense († 1988)
- 1926 - István Oláh, generale e politico ungherese († 1985)
- 1926 - Virginio Puecher, regista e critico teatrale italiano († 1990)
- 1926 - Arthur Robinson, politico trinidadiano († 2014)
- 1926 - Raimundo Saporta, dirigente sportivo spagnolo († 1997)
- 1927 - Warren Adler, scrittore, poeta e drammaturgo statunitense († 2019)
- 1927 - Rino Di Cera, cestista italiano († 2000)
- 1927 - Peter Dickinson, scrittore e poeta britannico († 2015)
- 1927 - Randall Garrett, scrittore statunitense († 1987)
- 1927 - Mino Guerrini, pittore, sceneggiatore e regista italiano († 1990)
- 1927 - Akihiko Hirata, attore giapponese († 1984)
- 1927 - Claude Overton, cestista, giocatore di baseball e allenatore di pallacanestro statunitense († 1996)
- 1927 - Gert Wiedenhofen, attore, doppiatore e conduttore radiofonico tedesco († 2001)
- 1928 - Inisero Cremaschi, scrittore, sceneggiatore e critico letterario italiano († 2014)
- 1928 - Philip K. Dick, scrittore statunitense († 1982)
- 1928 - Margarethe Kraus, ceca († 2005)
- 1928 - Dmytro Leonkin, ginnasta sovietico († 1980)
- 1928 - Walter Nixon, giudice statunitense
- 1928 - Friedrich Wilhelm Schnitzler, politico tedesco († 2011)
- 1928 - Sherman White, cestista statunitense († 2011)
- 1929 - Nicholas Courtney, attore britannico († 2011)
- 1929 - Arthur Fitzsimons, calciatore irlandese († 2018)
- 1929 - Sergio Geminiani, calciatore italiano († 2024)
- 1929 - Joseph Reynders, nuotatore e pallanuotista belga († 2024)
- 1929 - Jean-Charles Thomas, vescovo cattolico francese († 2023)
- 1930 - Gaspare De Caro, storico, scrittore e saggista italiano († 2015)
- 1930 - Jim Hoverder, cestista statunitense († 1994)
- 1930 - Lewis Lockwood, compositore e musicologo statunitense
- 1930 - Renato Peroni, archeologo italiano († 2010)
- 1930 - Jimmy Smith, calciatore inglese († 2022)
- 1930 - Ambrogio Valsecchi, presbitero e teologo italiano († 1983)
- 1930 - Bill Young, politico statunitense († 2013)
- 1931 - Tom Brookshier, giocatore di football americano statunitense († 2010)
- 1931 - Kenneth Gilbert, direttore d'orchestra e clavicembalista canadese († 2020)
- 1931 - Pëtr Gorelikov, velista sovietico († 2017)
- 1931 - George W. Knight, pastore protestante, teologo e biblista statunitense († 2021)
- 1931 - Valentino Vago, pittore italiano († 2018)
- 1932 - Edgar Andrews, fisico e ingegnere britannico
- 1932 - Quentin Blake, disegnatore, illustratore e scrittore britannico
- 1932 - Livio Furini, imprenditore e compositore italiano († 1987)
- 1932 - Lamar McHan, giocatore di football americano statunitense († 1998)
- 1932 - Rodion Konstantinovič Ščedrin, compositore russo
- 1932 - Henry Taylor, pilota automobilistico britannico († 2013)
- 1932 - Charlie Twissell, calciatore inglese († 2023)
- 1933 - Bennie Swain, cestista statunitense († 2008)
- 1934 - Nobuyuki Aihara, ginnasta giapponese († 2013)
- 1934 - Victor Garcia, regista teatrale argentino († 1982)
- 1934 - Rodolfo Llinás, neuroscienziato colombiano
- 1934 - Silvio Prandoni, medico e missionario italiano
- 1934 - Mario Zanforlin, psicologo e etologo italiano († 2016)
- 1935 - Helēna Bitnere, ex cestista sovietica
- 1935 - Svetlana Družinina, attrice, regista e sceneggiatrice sovietica
- 1935 - Nikos Sampson, giornalista, politico e guerrigliero cipriota († 2001)
- 1935 - Mel Shapiro, regista teatrale, paroliere e librettista statunitense († 2024)
- 1936 - Antonio Ghedini, calciatore italiano († 2011)
- 1936 - Elisabeth Kopp, politica svizzera († 2023)
- 1936 - Rolf Maier, sollevatore tedesco († 2023)
- 1936 - Setsuo Nara, cestista giapponese († 2000)
- 1936 - Morris Dees, avvocato e attivista statunitense
- 1936 - Maurice Setters, calciatore e allenatore di calcio inglese († 2020)
- 1937 - Joyce Bulifant, attrice statunitense
- 1937 - Ivan Dejanov, calciatore bulgaro († 2018)
- 1937 - Mitsuo Kamata, ex calciatore giapponese
- 1937 - Karri Käyhkö, nuotatrice finlandese († 2020)
- 1937 - Edward Ruscha, pittore e fotografo statunitense
- 1937 - Guillermo Torres, ex cestista messicano
- 1938 - John Allan Cameron, cantante canadese († 2006)
- 1938 - Renato Campanini, calciatore italiano († 2020)
- 1938 - Tommaso De Prà, ex ciclista su strada italiano
- 1938 - Jimmie Lee Jackson, attivista statunitense († 1965)
- 1938 - Wi Kuki Kaa, attore neozelandese († 2006)
- 1938 - Tor Kleveland, dirigente sportivo e ex calciatore norvegese
- 1938 - Zbigniew Religa, cardiochirurgo e politico polacco († 2009)
- 1938 - Masaaki Tsukada, attore e doppiatore giapponese († 2014)
- 1938 - Liv Ullmann, attrice, regista e sceneggiatrice norvegese
- 1939 - Charlie Bowerman, cestista statunitense († 2023)
- 1939 - Wayne Connelly, ex hockeista su ghiaccio canadese
- 1939 - Philip Langridge, tenore inglese († 2010)
- 1939 - Barney McKenna, musicista irlandese († 2012)
- 1939 - Marina Pagano, cantante e attrice italiana († 1990)
- 1940 - Sergio Bettini, calciatore italiano († 2011)
- 1940 - Alighiero Boetti, artista italiano († 1994)
- 1940 - Giordano Colausig, ex calciatore italiano
- 1940 - Giancarlo Coraggio, magistrato italiano
- 1940 - Norm Dicks, politico e avvocato statunitense
- 1940 - Vincenzo Ferrari, giurista e sociologo italiano
- 1940 - Don Hultz, ex giocatore di football americano statunitense
- 1940 - Alberto Lavazza, imprenditore italiano
- 1940 - Hervé Poulain, ex pilota automobilistico, imprenditore e mecenate francese
- 1940 - Aldo Scarabosio, notaio e politico italiano
- 1940 - Carlo Taormina, avvocato, politico e giurista italiano
- 1941 - Lucio Bianco, ingegnere italiano
- 1941 - Aloisio Costantino di Löwenstein-Wertheim-Rosenberg, imprenditore e avvocato tedesco
- 1941 - Vittorio Mezzogiorno, attore italiano († 1994)
- 1941 - Guido Anton Muss, scultore italiano († 2003)
- 1941 - Giulio Quercini, politico italiano († 2023)
- 1941 - Peter Rock, calciatore tedesco orientale († 2021)
- 1941 - Lesley Stahl, giornalista statunitense
- 1941 - Kent R. Weeks, egittologo statunitense
- 1942 - Donald Carcieri, politico statunitense
- 1942 - Maciej Chojnacki, cestista polacco († 2024)
- 1942 - Eugene Robert Glazer, attore statunitense
- 1942 - Isaías Rodríguez, giurista, politico e diplomatico venezuelano († 2025)
- 1943 - Steven Bochco, autore televisivo e sceneggiatore statunitense († 2018)
- 1943 - Adrie Lasterie, nuotatrice olandese († 1991)
- 1944 - John Abercrombie, chitarrista statunitense († 2017)
- 1944 - Jim Gibbons, politico, avvocato e ex militare statunitense
- 1944 - Bob Lemieux, hockeista su ghiaccio e allenatore di hockey su ghiaccio canadese († 2025)
- 1944 - Santo Versace, imprenditore, dirigente d'azienda e politico italiano
- 1944 - Bernard Vifian, ciclista su strada e pistard svizzero († 2012)
- 1944 - Nǃxau ǂToma, attore namibiano († 2003)
- 1945 - Željko Bebek, cantante bosniaco
- 1945 - Alberto Cabrera, cestista argentino († 2000)
- 1945 - Rodolfo González, ex pugile messicano
- 1945 - Tony Hicks, cantante e chitarrista britannico
- 1945 - Évelyne Lenton, cantante, compositrice e produttrice discografica francese
- 1945 - Nicola Savarese, critico teatrale e curatore editoriale italiano († 2024)
- 1945 - Heidar Shonjani, nuotatore e pallanuotista iraniano († 2020)
- 1945 - Abdolkarim Soroush, filosofo, scrittore e islamista iraniano
- 1946 - Benny Andersson, musicista, compositore e arrangiatore svedese
- 1946 - Marcello Bergamo, ex ciclista su strada italiano
- 1946 - Adriaan van Dis, scrittore olandese
- 1946 - Fedora Ferluga Petronio, filologa, slavista e traduttrice italiana († 2018)
- 1946 - Francesco Ferrari, politico italiano († 2022)
- 1946 - Giusi Ferré, giornalista, saggista e opinionista italiana († 2022)
- 1946 - Nataša Kandić, attivista serba
- 1946 - Terence Knox, attore statunitense
- 1946 - Eduard Krieger, calciatore austriaco († 2019)
- 1946 - Trevor Pinnock, direttore d'orchestra e clavicembalista inglese
- 1946 - Giuseppe Provenzano, politico e economista italiano
- 1946 - Rossano Puddu, musicista, cantante e compositore italiano
- 1946 - Roland Sandberg, ex calciatore svedese
- 1946 - Maurizio Seracini, ingegnere italiano
- 1946 - Barbara Smith, attivista e scrittrice statunitense
- 1946 - Tom Stern, direttore della fotografia statunitense
- 1946 - Kalai Strode, sceneggiatore, attore e compositore statunitense († 2014)
- 1946 - Diane Towler, ex danzatrice su ghiaccio britannica
- 1946 - Debbi Wilkes, ex pattinatrice artistica su ghiaccio canadese
- 1947 - Giovanni Botti, ex calciatore italiano
- 1947 - Ben Cross, attore britannico († 2020)
- 1947 - István Czakkel, ex schermidore ungherese
- 1947 - Robert Kerman, attore e attore pornografico statunitense († 2018)
- 1947 - Vincent Matthews, ex velocista statunitense
- 1947 - Martyn Poliakoff, chimico inglese
- 1947 - Pierluigi Rottigni, ex pilota motociclistico italiano
- 1947 - Theo Vonk, allenatore di calcio e ex calciatore olandese
- 1948 - Paolo Berdini, urbanista e saggista italiano
- 1948 - César Augusto Franco Martínez, vescovo cattolico spagnolo
- 1948 - Charles Heung, attore, produttore cinematografico e conduttore televisivo hongkonghese
- 1948 - Jaroslav Hřebík, allenatore di calcio e ex calciatore ceco
- 1948 - Robert Lee, cantante, chitarrista e attore hongkonghese
- 1948 - Pat Quinn, politico statunitense
- 1948 - Armando Spataro, ex magistrato e giurista italiano
- 1949 - Bill Chamberlain, cestista statunitense († 2025)
- 1949 - Billy Gibbons, cantante e chitarrista statunitense
- 1949 - Kerry Hogarth, ex tennista australiana
- 1949 - Stephanie Lawrence, attrice, cantante e ballerina inglese († 2000)
- 1950 - Roy Schuiten, ciclista su strada, pistard e dirigente sportivo olandese († 2006)
- 1950 - Ieremia Tabai, politico gilbertese
- 1951 - Aykut Barka, geologo turco († 2002)
- 1951 - Mauro Della Martira, ex calciatore italiano
- 1951 - Robben Ford, chitarrista, cantante e compositore statunitense
- 1951 - Jimmy Foster, ex cestista statunitense
- 1951 - Moreno Frigerio, ex arbitro di calcio italiano
- 1951 - Bill Johnson, attore statunitense
- 1951 - Deborah Pratt, attrice, scrittrice e produttrice cinematografica statunitense
- 1951 - Rinaldo Rinaldi, critico letterario italiano
- 1951 - David Schofield, attore britannico
- 1951 - Armando Valli, politico italiano
- 1951 - Jan van Breda Kolff, ex cestista e allenatore di pallacanestro statunitense
- 1951 - Ewa Wasielewska, ex cestista polacca
- 1952 - Robert Balling, geografo e climatologo statunitense
- 1952 - Zina Boniolo, ex mezzofondista italiana
- 1952 - Boško Božić, allenatore di pallacanestro croato († 2018)
- 1952 - Leli Fabri, ex calciatore maltese
- 1952 - Francesco Graziani, ex calciatore e allenatore di calcio italiano
- 1952 - Jorge Luis Pinto, allenatore di calcio colombiano
- 1952 - Walter Speggiorin, ex calciatore italiano
- 1952 - Cheryl Toussaint, ex velocista statunitense
- 1952 - Vladimir Žigilij, ex cestista sovietico
- 1953 - Aršak Petrosyan, scacchista armeno
- 1953 - Emmanuel Piñol, politico filippino
- 1953 - Carlos Ron, allenatore di calcio e ex calciatore ecuadoriano
- 1954 - Sally Emerson, scrittrice britannica
- 1954 - Marco Frisina, presbitero, compositore e direttore di coro italiano
- 1954 - Joslyn Hoyte-Smith, ex velocista britannica
- 1954 - Alberto Marchetti, allenatore di calcio e ex calciatore italiano
- 1954 - Ivana Spagna, cantautrice italiana
- 1954 - Meli Suárez, ex cestista spagnola
- 1955 - Lorenzo d'Austria-Este, nobile belga
- 1955 - Xander Berkeley, attore e doppiatore statunitense
- 1955 - Carol Browner, politica, avvocato e ambientalista statunitense
- 1955 - Fabrizia Carminati, annunciatrice televisiva e personaggio televisivo italiana
- 1955 - Dale Collings, ex tennista australiano
- 1955 - George Galbraith, ex hockeista su ghiaccio e allenatore di hockey su ghiaccio canadese
- 1955 - Denis Giraudet, copilota di rally francese
- 1955 - Karel Kolář, velocista cecoslovacco († 2017)
- 1955 - Rob Levin, programmatore statunitense († 2006)
- 1955 - Angelo Maggi, attore, doppiatore e direttore del doppiaggio italiano
- 1955 - Burrell Smith, ingegnere statunitense
- 1956 - Tommy Burns, calciatore e allenatore di calcio scozzese († 2008)
- 1956 - Kirill Eskov, aracnologo, paleontologo e scrittore russo
- 1956 - Catherine Jacob, attrice francese
- 1956 - Lizzy Mercier Descloux, musicista, cantautrice e compositrice francese († 2004)
- 1956 - Boyd Rice, musicista, compositore e archivista statunitense
- 1957 - João Doria, politico, giornalista e imprenditore brasiliano
- 1957 - Nikólaos Michaloliákos, politico greco
- 1957 - Oscar Reyes, ex calciatore cileno
- 1957 - Monique Spaziani, attrice canadese
- 1957 - Lorella Zanardo, attivista e saggista italiana
- 1958 - Aulis Akonniemi, ex pesista finlandese
- 1958 - Rodolfo Banchelli, cantautore e ballerino italiano
- 1958 - Mirosław Bałka, artista polacco
- 1958 - Cesare Cipollini, ciclista su strada italiano († 2023)
- 1958 - Anders Eggen, ex calciatore norvegese
- 1958 - Katie Leigh, doppiatrice statunitense
- 1958 - Bart Oates, ex giocatore di football americano statunitense
- 1958 - Jeff Ruland, ex cestista e allenatore di pallacanestro statunitense
- 1958 - Debbie Scott, ex mezzofondista canadese
- 1958 - Enzo Trombetta, allenatore di calcio a 5 italiano
- 1959 - Roberto De Angelis, fumettista italiano
- 1959 - Eric Corley, giornalista, scrittore e hacker statunitense
- 1959 - Ida Golin, calciatrice italiana († 2025)
- 1959 - Alison La Placa, attrice statunitense
- 1959 - Aleksandr Lebedev, imprenditore, politico e funzionario russo
- 1959 - Andrzej Lis, ex schermidore polacco
- 1959 - Giovanni Melillo, magistrato italiano
- 1959 - Mykola Musijenko, triplista ucraino
- 1959 - Elizabeth Navia, ex cestista boliviana
- 1959 - Larry Poindexter, attore statunitense
- 1959 - Orlando Woolridge, cestista e allenatore di pallacanestro statunitense († 2012)
- 1959 - Dragan Zdravković, ex mezzofondista jugoslavo
- 1959 - Marina de Graaf, attrice olandese
- 1960 - Pierfrancesco Campanella, regista cinematografico, sceneggiatore e giornalista italiano
- 1960 - Sid Eudy, wrestler statunitense († 2024)
- 1960 - Han Qingling, ex cestista cinese
- 1960 - Allen Kurzweil, scrittore statunitense
- 1960 - Jürgen Schröder, ex pallanuotista tedesco
- 1960 - Mark Wotte, allenatore di calcio, dirigente sportivo e ex calciatore olandese
- 1960 - Pat van den Hauwe, ex calciatore gallese
- 1961 - André Andersen, tastierista e compositore russo
- 1961 - Ron Athey, artista e performance artist statunitense
- 1961 - Shane Black, sceneggiatore, attore e regista statunitense
- 1961 - Patrizia Bulgari, cantante e autrice televisiva italiana
- 1961 - Laurence Cottle, bassista e compositore britannico
- 1961 - Bill Hicks, comico, cabarettista e musicista statunitense († 1994)
- 1961 - LaChanze, attrice, cantante e ballerina statunitense
- 1961 - Claribel Medina, attrice portoricana
- 1961 - Emmanuele Morandi, filosofo italiano († 2015)
- 1961 - Sam Robards, attore statunitense
- 1961 - Tiziana Scandaletti, soprano italiano
- 1961 - Carlo Taranto, conduttore radiofonico italiano
- 1961 - Jon Tenney, attore statunitense
- 1962 - Maruschka Detmers, attrice olandese
- 1962 - Mario Fiorillo, ex pallanuotista, allenatore di pallanuoto e dirigente sportivo italiano
- 1962 - Jerry Gray, ex giocatore di football americano statunitense
- 1962 - Jin Horikawa, doppiatore giapponese
- 1962 - Herb Johnson, ex cestista statunitense
- 1962 - Anne Le Ny, attrice, regista e sceneggiatrice francese
- 1962 - Charly Mottet, ex ciclista su strada e pistard francese
- 1962 - Bob Otto, ex giocatore di football americano statunitense
- 1962 - Vinny Paz, ex pugile statunitense
- 1962 - William Perry, ex giocatore di football americano statunitense
- 1962 - Antonio Rostagno, musicologo e pianista italiano († 2021)
- 1962 - Dennis van Wijk, allenatore di calcio e ex calciatore olandese
- 1963 - Benjamin Bratt, attore statunitense
- 1963 - John Eidelber Cano, criminale colombiano
- 1963 - Viorica Dăncilă, politica romena
- 1963 - Tim Green, ex giocatore di football americano statunitense
- 1963 - James Mangold, regista, sceneggiatore e produttore televisivo statunitense
- 1963 - Christoph Zerbst, ex canottiere austriaco
- 1964 - Souad Abderrahim, politica tunisina
- 1964 - Mirella Banti, attrice italiana
- 1964 - Roberto Conti, ex ciclista su strada italiano
- 1964 - Heike Drechsler, ex lunghista e velocista tedesca
- 1964 - Giorgio d'Asburgo-Lorena, diplomatico austriaco
- 1964 - Adam Guettel, compositore e paroliere statunitense
- 1964 - John Kirwan, rugbista a 13, rugbista a 15 e allenatore di rugby a 15 neozelandese
- 1964 - Alberto Pellai, medico italiano
- 1964 - Anfisa Rezcova, biatleta e fondista russa († 2023)
- 1964 - Juan Simón, ex giocatore di calcio a 5 spagnolo
- 1964 - J. B. Smoove, attore statunitense
- 1964 - Akihisa Sonobe, preparatore atletico e ex calciatore giapponese
- 1964 - Rune Tangen, allenatore di calcio e ex calciatore norvegese
- 1964 - Jette Torp, cantante danese
- 1964 - Paul Vogt, attore statunitense
- 1964 - Marieke van Drogenbroek, ex canottiera olandese
- 1965 - Shawn Christian, attore statunitense
- 1965 - Mohammed Elewonibi, ex giocatore di football americano nigeriano
- 1965 - Emeka Ezeugo, ex calciatore nigeriano
- 1965 - Ellen Gallagher, artista statunitense
- 1965 - Inuko Inuyama, doppiatrice giapponese
- 1965 - Mourad Laffitte, regista e sceneggiatore francese
- 1965 - Park Si-hun, ex pugile sudcoreano
- 1965 - Nancy Valen, attrice e produttrice televisiva statunitense
- 1965 - Franco Zucchi, ex canottiere italiano
- 1966 - Ramiro Civita, direttore della fotografia argentino
- 1966 - Irene Eijs, ex canottiera olandese
- 1966 - Álvaro Escobar, attore, conduttore televisivo e politico statunitense
- 1966 - Giancarlo Giorgetti, politico italiano
- 1966 - Claudio Lunini, allenatore di calcio e ex calciatore italiano
- 1966 - Paul McGinley, golfista irlandese
- 1966 - Stefania Prestigiacomo, politica italiana
- 1966 - Clifford Robinson, cestista statunitense († 2020)
- 1966 - Dennis Wise, dirigente sportivo, allenatore di calcio e ex calciatore inglese
- 1966 - Isabelle van Keulen, violinista e violista olandese
- 1967 - Lior Arditti, ex cestista israeliano
- 1967 - Donovan Bailey, ex velocista canadese
- 1967 - Rubén Dundo, ex calciatore argentino
- 1967 - Paolo Foglia, italiano († 2002)
- 1967 - Mark Messmer, politico statunitense
- 1967 - Saša Mrkić, allenatore di calcio e ex calciatore serbo
- 1967 - Paolo Perrone, politico italiano
- 1967 - Ion Timofte, ex calciatore rumeno
- 1967 - Monica Vaillant, ex pallanuotista italiana
- 1968 - 40 Glocc, rapper statunitense
- 1968 - Morten Bakke, ex calciatore norvegese
- 1968 - Luisella Costamagna, giornalista, autrice televisiva e conduttrice televisiva italiana
- 1968 - Peter Dante, attore e comico statunitense
- 1968 - Roy Fisher, ex cestista statunitense
- 1968 - Giovanna Frene, poetessa italiana
- 1968 - Rui Gregório, allenatore di calcio e ex calciatore portoghese
- 1968 - Lalah Hathaway, cantautrice e musicista statunitense
- 1968 - Ildikó Manasses, ex cestista rumena
- 1968 - Florence Masnada, ex sciatrice alpina francese
- 1968 - Alex Nwora, allenatore di pallacanestro nigeriano
- 1969 - Francisco Javier Cornago, ex calciatore spagnolo
- 1969 - Simon Grayson, allenatore di calcio e ex calciatore inglese
- 1969 - Lei Jun, imprenditore cinese
- 1969 - Florencia Lozano, attrice statunitense
- 1969 - Natanael Macedo, ex calciatore brasiliano
- 1969 - Kevin McGowne, ex calciatore scozzese
- 1969 - Sergi Pedrerol, ex pallanuotista spagnolo
- 1969 - Regina Pessoa, animatrice portoghese
- 1969 - Adam Riess, fisico statunitense
- 1969 - Shane, ex attrice pornografica statunitense
- 1969 - Michelle Smith, ex nuotatrice irlandese
- 1970 - Richard Cockerill, ex rugbista a 15 e allenatore di rugby a 15 britannico
- 1970 - Barbara Croce, hockeista su ghiaccio, ex hockeista in-line e ex calciatrice italiana
- 1970 - Niko Eeckhout, dirigente sportivo e ex ciclista su strada belga
- 1970 - František Jež, ex saltatore con gli sci ceco
- 1970 - Lara Molinari, fumettista e pittrice italiana
- 1970 - Jo Planckaert, ex ciclista su strada belga
- 1970 - Beniamino Sidoti, scrittore, giornalista e autore di giochi italiano
- 1970 - Craig Thrasher, ex sciatore alpino statunitense
- 1970 - Stefano Unterthiner, fotografo e divulgatore scientifico italiano
- 1970 - Edward Winchester, canottiere canadese († 2020)
- 1971 - Nicola Bacciocchi, ex calciatore sammarinese
- 1971 - Scott Booth, allenatore di calcio e ex calciatore scozzese
- 1971 - Germain Castano, ex cestista e allenatore di pallacanestro francese
- 1971 - Iván Iglesias, ex calciatore spagnolo
- 1971 - Ciro De Cesare, allenatore di calcio e ex calciatore italiano
- 1971 - Christof Duffner, ex saltatore con gli sci tedesco
- 1971 - Paul van Dyk, disc jockey e produttore discografico tedesco
- 1971 - Veronica Galletta, scrittrice italiana
- 1971 - Takuya Ishioka, ex sciatore alpino giapponese
- 1971 - Seyhan Kurt, poeta e scrittore turco
- 1971 - Vito Marchione, ex calciatore lussemburghese
- 1971 - Michael McCary, cantante, attore e personaggio televisivo statunitense
- 1971 - Mauro Roibal, ex giocatore di calcio a 5 uruguaiano
- 1971 - Manuel Rufini, attore italiano
- 1971 - Federica Zanella, politica italiana
- 1972 - Nicole Haislett, ex nuotatrice statunitense
- 1972 - Željko Kalac, allenatore di calcio e ex calciatore australiano
- 1972 - Julia Klöckner, politica tedesca
- 1972 - Germán Nieto, dirigente sportivo e ex ciclista su strada spagnolo
- 1972 - Giōrgos Pantazopoulos, ex cestista greco
- 1972 - Stefano Rubaudo, ex nuotatore italiano
- 1972 - Pavlo Škapenko, calciatore ucraino († 2023)
- 1973 - Kristie Boogert, ex tennista olandese
- 1973 - Anne Caillon, attrice francese
- 1973 - Tomasz Czubak, ex velocista polacco
- 1973 - Mariza, cantante portoghese
- 1973 - Themba Mnguni, ex calciatore sudafricano
- 1973 - Andrea Portera, compositore italiano
- 1973 - Miraslaŭ Ramaščanka, allenatore di calcio e ex calciatore ucraino
- 1973 - Luisa Ranieri, attrice e conduttrice televisiva italiana
- 1973 - Scott Storch, produttore discografico e musicista statunitense
- 1973 - Pablo Sultani, attore argentino
- 1973 - Paulo César de Oliveira, ex arbitro di calcio brasiliano
- 1974 - Baktash Abtin, poeta, scrittore e regista iraniano († 2022)
- 1974 - Rodrigue Akpakoun, ex calciatore beninese
- 1974 - Salim Aribi, ex calciatore algerino
- 1974 - Senudin Džafić, allenatore di calcio a 5 e ex giocatore di calcio a 5 sloveno
- 1974 - Nicolás Galatro, ex rugbista a 15 argentino
- 1974 - Frida Hallgren, attrice svedese
- 1974 - Basto, disc jockey belga
- 1974 - Arceni Júnior Barboza, allenatore di calcio a 5 e ex giocatore di calcio a 5 brasiliano
- 1975 - Camille Ammoun, scrittore libanese
- 1975 - Valentin Bădoi, allenatore di calcio e ex calciatore rumeno
- 1975 - Yacouba Bamba, ex calciatore ivoriano
- 1975 - Cristina Bargero, politica italiana
- 1975 - Zoltán Bükszegi, ex calciatore ungherese
- 1975 - Karim Capuano, attore e personaggio televisivo italiano
- 1975 - Kaba Diawara, allenatore di calcio e ex calciatore francese
- 1975 - Allen Edwards, allenatore di pallacanestro e ex cestista statunitense
- 1975 - Narantungalag Jadambaa, artista marziale misto e kickboxer mongolo
- 1975 - Frédérique Jossinet, judoka francese
- 1975 - Manuela Maletta, attrice italiana
- 1975 - Gisella Marengo, attrice e produttrice cinematografica italiana
- 1975 - Anderson Vasconcelos Pellegrini, allenatore di calcio a 5 e ex giocatore di calcio a 5 brasiliano
- 1975 - Jonathan Scarfe, attore canadese
- 1975 - Ólafur Stígsson, ex calciatore islandese
- 1976 - Carit Falch, allenatore di calcio danese
- 1976 - Reggie McGrew, ex giocatore di football americano statunitense
- 1976 - Jeff Piccard, allenatore di sci alpino e ex sciatore alpino francese
- 1976 - Ronald Stampfer, ex sciatore alpino austriaco
- 1977 - Anne Lingan, cantante norvegese
- 1977 - Éric Bélanger, allenatore di hockey su ghiaccio e ex hockeista su ghiaccio canadese
- 1977 - Sylvain Distin, ex calciatore francese
- 1977 - Juan Gómez-Jurado, scrittore spagnolo
- 1977 - Teemu Kattilakoski, ex fondista finlandese
- 1977 - Tilo Klette, ex cestista tedesco
- 1977 - Senida Mesi, politica albanese
- 1977 - Jernej Reberšak, ex sciatore alpino sloveno
- 1978 - Joe Absolom, attore britannico
- 1978 - Scott Bailey, attore statunitense
- 1978 - István Batházi, ex nuotatore ungherese
- 1978 - Tiziana Di Pilato, coreografa, allenatrice di ginnastica artistica e ex ginnasta italiana
- 1978 - Rui Duarte, allenatore di calcio e ex calciatore portoghese
- 1978 - Ryūsuke Hamaguchi, regista e sceneggiatore giapponese
- 1978 - Satoshi Matsuda, attore, cantante e doppiatore giapponese
- 1978 - Roel Moors, allenatore di pallacanestro e ex cestista belga
- 1978 - John Morris, giocatore di curling canadese
- 1978 - David Pennisi, ex cestista australiano
- 1978 - Simone Weiler, ex nuotatrice tedesca
- 1978 - Gunter van Handenhoven, ex calciatore belga
- 1979 - Cassidy Anderson, pilota motociclistico statunitense
- 1979 - Cindy Au, attrice e cantante cinese
- 1979 - Edier Frejd, ex calciatore svedese
- 1979 - Luke Harper, wrestler statunitense († 2020)
- 1979 - Trevor Immelman, golfista sudafricano
- 1979 - Daniel Narcisse, ex pallamanista francese
- 1979 - Nathalie, cantautrice italiana
- 1979 - Fernando Peralta, scacchista argentino
- 1979 - Terrence Shannon, ex cestista statunitense
- 1979 - Martin Stocker, ex sciatore alpino austriaco
- 1979 - Mihai Trăistariu, cantante e musicista romeno
- 1980 - Erland Hellström, ex calciatore svedese
- 1980 - Bright Igbinadolor, ex calciatore nigeriano
- 1980 - Michael Jibson, attore britannico
- 1980 - Alban Lenoir, attore francese
- 1980 - Geremia Longobardo, attore italiano
- 1980 - Manolo Martini, conduttore televisivo italiano
- 1980 - Diego Martínez Penas, allenatore di calcio e ex calciatore spagnolo
- 1980 - Mai Nakachi, ex calciatrice giapponese
- 1980 - Rich Paul, procuratore sportivo statunitense
- 1980 - Natalie Porter, ex cestista australiana
- 1980 - Ronnie Rowe, attore canadese
- 1980 - Seyfo Soley, ex calciatore gambiano
- 1980 - Daito Takahashi, ex saltatore con gli sci e ex combinatista nordico giapponese
- 1980 - Aleksej Tereščenko, hockeista su ghiaccio russo
- 1980 - Axle Whitehead, attore, cantautore e musicista australiano
- 1981 - Hassan Ali, calciatore emiratino
- 1981 - Cedrick Banks, ex cestista statunitense
- 1981 - Chu Miu, cantante taiwanese († 2022)
- 1981 - Kearran Giovanni, attrice statunitense
- 1981 - Reinaldo Marcus Green, regista, sceneggiatore e produttore televisivo statunitense
- 1981 - Brandin Knight, ex cestista e allenatore di pallacanestro statunitense
- 1981 - Alphonse Leweck, ex calciatore lussemburghese
- 1981 - Gaby Moreno, cantante guatemalteca
- 1981 - Krysten Ritter, attrice statunitense
- 1981 - Joshua Rose, calciatore australiano
- 1981 - Nick van der Velden, allenatore di calcio e ex calciatore olandese
- 1981 - Ihor Červyns'kyj, nuotatore ucraino
- 1982 - Mei Finegold, cantante israeliana
- 1982 - Cristina Ghita, schermitrice rumena
- 1982 - Khaled Khalaila, ex calciatore israeliano
- 1982 - Lionel Lewis, ex calciatore singaporiano
- 1982 - Lisa McIntosh, ex atleta paralimpica australiana
- 1982 - Justin Mentell, attore statunitense († 2010)
- 1982 - Antrel Rolle, giocatore di football americano statunitense
- 1982 - Anna Sedokova, cantante, attrice e conduttrice televisiva ucraina
- 1982 - Stanislav Šesták, allenatore di calcio e ex calciatore slovacco
- 1982 - Margot Sikabonyi, attrice italiana
- 1982 - Kendra Wecker, ex cestista statunitense
- 1982 - Paolo Zanetti, allenatore di calcio e ex calciatore italiano
- 1983 - Kelenna Azubuike, ex cestista nigeriano
- 1983 - Gabriele Carbotti, attore, sceneggiatore e conduttore televisivo italiano
- 1983 - Joey Dorsey, ex cestista statunitense
- 1983 - Francesco Failli, mountain biker e ex ciclista su strada italiano
- 1983 - Hollie Grima, ex cestista australiana
- 1983 - Nieky Holzken, kickboxer e pugile olandese
- 1983 - Yasin Karaca, ex calciatore turco
- 1983 - Mika Kikuchi, attrice e doppiatrice giapponese
- 1983 - Danielle Lloyd, modella britannica
- 1983 - Patrick McCourt, ex calciatore nordirlandese
- 1983 - Takeya Mizugaki, artista marziale misto giapponese
- 1983 - Roberto Nurse, ex calciatore messicano
- 1983 - Karen Twehues, ex cestista e allenatrice di pallacanestro svizzera
- 1984 - Ala'a Babiker, calciatore sudanese
- 1984 - Filomena Cautela, attrice e conduttrice televisiva portoghese
- 1984 - Serhij Davydov, ex calciatore ucraino
- 1984 - Shintaro Higashi, ex judoka e allenatore di judo statunitense
- 1984 - Romal Hüseynov, ex calciatore azero
- 1984 - Armando Lozano, ex calciatore spagnolo
- 1984 - Sivas, rapper iraniano
- 1984 - Arnie Pantoja, attore e doppiatore statunitense
- 1984 - Theo James, attore e modello britannico
- 1984 - Quantez Robertson, ex cestista statunitense
- 1984 - Bob de Vries, pattinatore di velocità su ghiaccio olandese
- 1985 - Haftbefehl, rapper e produttore discografico tedesco
- 1985 - Máximo Banguera, calciatore ecuadoriano
- 1985 - Michal Breznaník, calciatore slovacco
- 1985 - Han Sun-soo, pallavolista sudcoreano
- 1985 - Kōsuke Kikuchi, ex calciatore giapponese
- 1985 - Khaled Korbi, ex calciatore tunisino
- 1985 - Stanislav Manolev, ex calciatore bulgaro
- 1985 - James Nash, pilota automobilistico britannico
- 1985 - Mario Natangelo, fumettista e giornalista italiano
- 1985 - Amanda Setton, attrice statunitense
- 1985 - José Shaffer, ex calciatore argentino
- 1986 - Jason Burnett, ginnasta canadese
- 1986 - Sabrina Capozzolo, politica italiana
- 1986 - Alcides Escobar, giocatore di baseball venezuelano
- 1986 - Nicole Fawcett, allenatrice di pallavolo e ex pallavolista statunitense
- 1986 - Adriyanti Firdasari, giocatrice di badminton indonesiana
- 1986 - Vincent Gérard, ex pallamanista francese
- 1986 - Matías Ibáñez, calciatore argentino
- 1986 - Maria Minervino, ex cestista italiana
- 1986 - Przemysław Zamojski, ex cestista polacco
- 1987 - Hayce Lemsi, rapper algerino
- 1987 - Aday Benítez, ex calciatore spagnolo
- 1987 - Jimmy Bermúdez, ex calciatore colombiano
- 1987 - Hamza Bouras, velista algerino
- 1987 - Mame Biram Diouf, calciatore senegalese
- 1987 - Hallee Hirsh, attrice statunitense
- 1987 - Hisako Kanemoto, doppiatrice giapponese
- 1987 - Danijel Majkić, allenatore di calcio e ex calciatore bosniaco
- 1987 - Alejandro Martinuccio, allenatore di calcio e ex calciatore argentino
- 1987 - Marko Putinčanin, calciatore serbo
- 1987 - Michele Scarpino, arbitro di calcio italiano
- 1987 - Ekaterina Sergackova, giornalista e scrittrice russa
- 1987 - Verdiana Verardi, ex tennista italiana
- 1987 - Asako Ō, ex cestista cinese
- 1988 - Paul Bennett, canottiere britannico
- 1988 - Cho Jun-ho, judoka sudcoreano
- 1988 - Derrin Ebanks, calciatore britannico
- 1988 - Jenessa Grant, attrice canadese
- 1988 - Mats Hummels, ex calciatore tedesco
- 1988 - Kaitlyn Lawes, giocatrice di curling canadese
- 1988 - Jacob Lensky, ex calciatore canadese
- 1988 - Nitya Krishinda Maheswari, giocatrice di badminton indonesiana
- 1988 - Nicco Montaño, artista marziale mista statunitense
- 1988 - Chibuzor Okonkwo, ex calciatore nigeriano
- 1988 - Park Seo-joon, attore e cantante sudcoreano
- 1988 - Sergej Pes'jakov, calciatore russo
- 1988 - Melvin Platje, calciatore olandese
- 1988 - Aleksej Šved, cestista russo
- 1988 - Julian Vaughn, ex cestista statunitense
- 1989 - Randy Bullock, giocatore di football americano statunitense
- 1989 - Mikkel Bødker, ex hockeista su ghiaccio danese
- 1989 - Chen Yaoye, goista cinese
- 1989 - Federica Cudia, tennistavolista italiana
- 1989 - Mirei Kiritani, attrice e modella giapponese
- 1989 - Taisuke Muramatsu, ex calciatore giapponese
- 1989 - Sara Penzo, ex calciatrice italiana
- 1989 - Chris Polk, giocatore di football americano statunitense
- 1989 - André Simões, calciatore portoghese
- 1989 - Daniele Vocaturo, scacchista italiano
- 1989 - Caleb Walker, cestista statunitense
- 1990 - Artūrs Ausējs, cestista lettone
- 1990 - Bateria, ex giocatore di calcio a 5 brasiliano
- 1990 - Aziz Behich, calciatore australiano
- 1990 - Oğuz Ceylan, calciatore turco
- 1990 - Dragan Ǵorgiev, calciatore macedone
- 1990 - Christoph Hemlein, ex calciatore tedesco
- 1990 - Eduard Lamas Alsina, hockeista su pista spagnolo
- 1990 - Adel' Latypov, pallanuotista russo
- 1990 - Yasmin Lucas, cantante brasiliana
- 1990 - Rebecca Marino, tennista canadese
- 1990 - Cassper Nyovest, cantante e rapper sudafricano
- 1990 - Brandon Peterson, cestista statunitense
- 1990 - Never Tigere, calciatore zimbabwese
- 1991 - Mawouna Amevor, calciatore togolese
- 1991 - Marc Bollengier, arbitro di calcio francese
- 1991 - Corey Brown, giocatore di football americano statunitense
- 1991 - Pietro Castellitto, attore, regista e sceneggiatore italiano
- 1991 - Gabriel Chironi, calciatore argentino
- 1991 - Mark Connolly, calciatore irlandese
- 1991 - Paulius Dambrauskas, cestista lituano
- 1991 - Darío Denis, calciatore uruguaiano
- 1991 - Aleksandar Đoković, calciatore serbo
- 1991 - Macarena D'Urso, cestista argentina
- 1991 - Andreas Hofmann, giavellottista tedesco
- 1991 - David Johnson, ex giocatore di football americano statunitense
- 1991 - Joaquín Molina, calciatore argentino
- 1991 - Jevhen Morozenko, calciatore ucraino
- 1991 - Kazuki Nagasawa, calciatore giapponese
- 1991 - Rebekah Roller, allenatrice di calcio e ex calciatrice statunitense
- 1991 - Matt Shea, giornalista e conduttore televisivo britannico
- 1991 - Éric Vandenabeele, calciatore francese
- 1992 - Andrea Coali, pallavolista italiano
- 1992 - Lidor Cohen, calciatore israeliano
- 1992 - Regian Eersel, kickboxer e thaiboxer surinamese
- 1992 - Ulrikke Eikeri, tennista norvegese
- 1992 - Akito Fukumori, calciatore giapponese
- 1992 - Chris Garia, velocista e giocatore di baseball olandese
- 1992 - Jarran Reed, giocatore di football americano statunitense
- 1992 - Giannīs Kōtsiras, calciatore greco
- 1992 - Lieke Martens, calciatrice olandese
- 1992 - Gonzalo Menéndez, ex calciatore argentino
- 1992 - Youssouf Niakaté, calciatore maliano
- 1992 - Lawrence Okolie, pugile inglese
- 1992 - Felipe Oliveira, giocatore di calcio a 5 brasiliano
- 1992 - Pietro Perdichizzi, calciatore belga
- 1992 - Tom Rogić, ex calciatore e ex giocatore di calcio a 5 australiano
- 1992 - Anri Sakura, modella giapponese
- 1992 - Gabriele Spizzichini, cestista italiano
- 1992 - Steeve Yago, calciatore burkinabé
- 1992 - Ayşegül Çoban, ex sollevatrice turca
- 1993 - Jyoti Amge, attrice indiana
- 1993 - Fabio Anobile, paraciclista italiano
- 1993 - Thiago Braz, astista brasiliano
- 1993 - Mohamed Saliou Camara, lottatore guineano
- 1993 - Cazzu, rapper, cantante e compositrice argentina
- 1993 - Lola Créton, attrice francese
- 1993 - Julian Gressel, calciatore tedesco
- 1993 - Marvelle Harris, cestista statunitense
- 1993 - Lisa Hauser, biatleta austriaca
- 1993 - Stephan James, attore canadese
- 1993 - Fujiko Kojima, attrice giapponese
- 1993 - Kareena Lee, nuotatrice australiana
- 1993 - Ma Xueya, cestista cinese
- 1993 - Oussama Methazem, calciatore algerino
- 1993 - Neofytos Michaīl, calciatore cipriota
- 1993 - Ol'ha Ovdijčuk, calciatrice ucraina
- 1993 - Stefania Pirozzi, nuotatrice italiana
- 1993 - Rundell Winchester, calciatore trinidadiano
- 1993 - Adilson da Cruz, calciatore angolano
- 1993 - Bruninho, calciatore brasiliano
- 1993 - Şyhazberdi Öwelekow, lottatore turkmeno
- 1994 - Hasan Hüseyin Acar, calciatore turco
- 1994 - Chanté Adams, attrice statunitense
- 1994 - Ekerekeme Agiomor, lottatore nigeriano
- 1994 - Eugene Ansah, calciatore ghanese
- 1994 - Kim Boutin, pattinatrice di short track canadese
- 1994 - Anna Buhigas, calciatrice statunitense
- 1994 - Nigel Hayes-Davis, cestista statunitense
- 1994 - Dor Jan, calciatore israeliano
- 1994 - Hildah Magaia, calciatrice sudafricana
- 1994 - Greta Masserano, canottiera italiana
- 1994 - Nicola Murru, calciatore italiano
- 1994 - Matt Pryor, giocatore di football americano statunitense
- 1994 - Roberto Puķītis, pattinatore di short track lettone
- 1994 - José Rodríguez Martínez, calciatore spagnolo
- 1994 - Sergio Ruiz Alonso, calciatore spagnolo
- 1994 - Ritika Singh, attrice e ex kickboxer indiana
- 1994 - Alexey Vermeulen, ciclista su strada statunitense
- 1994 - Philip Zinckernagel, calciatore danese
- 1994 - Rosalie van der Hoek, tennista olandese
- 1995 - Mihai Căpățînă, calciatore rumeno
- 1995 - Gabe DeVoe, cestista statunitense
- 1995 - Tyronne Ebuehi, calciatore olandese
- 1995 - Ryan Gauld, calciatore scozzese
- 1995 - Mostafa Amr Hassan, pesista egiziano
- 1995 - Jeong Hae-rim, snowboarder sudcoreana
- 1995 - Carlton Morris, calciatore inglese
- 1995 - Teana Muldrow, cestista statunitense
- 1996 - Joel Adams, cantautore e produttore discografico australiano
- 1996 - Felix Auböck, nuotatore austriaco
- 1996 - Eleanna Christinakī, cestista cipriota
- 1996 - Yeami Dunia, calciatore sierraleonese
- 1996 - Michael Kedman, calciatore trinidadiano
- 1996 - Samir Nabi, calciatore pakistano
- 1996 - Wilfred Ndidi, calciatore nigeriano
- 1996 - Andrew Pocrnic, giocatore di football americano canadese
- 1996 - Sergio Reguilón, calciatore spagnolo
- 1996 - Cristian Aparicio Gómez, giocatore di calcio a 5 spagnolo
- 1996 - Anton Smol'ski, biatleta bielorusso
- 1997 - Sergio Akieme, calciatore spagnolo
- 1997 - Bassam Al-Rawi, calciatore qatariota
- 1997 - Carlos Basham Jr., giocatore di football americano statunitense
- 1997 - Parinya Chuaimaroeng, triplista e lunghista thailandese
- 1997 - Snot, rapper statunitense
- 1997 - Rodrigo Insúa, calciatore argentino
- 1997 - Raffaello Ivaldi, canoista italiano
- 1997 - Kristjan Kushta, calciatore albanese
- 1997 - Zara Larsson, cantautrice svedese
- 1997 - Radek Látal, calciatore ceco
- 1997 - Spence Moore II, attore statunitense
- 1997 - Alessandro Mordacci, rugbista a 15 italiano
- 1997 - Bruno Morgado, calciatore svizzero
- 1997 - Katharina Naschenweng, calciatrice austriaca
- 1997 - Yeule, cantautrice e produttrice discografica singaporiana
- 1997 - Marcos Ramírez, pilota motociclistico spagnolo
- 1997 - Franziska Stocker, hockeista su ghiaccio italiana
- 1997 - Ezio Vivolo, doppiatore italiano
- 1997 - Zeyne, cantautrice, musicista e produttrice discografica giordana
- 1998 - Emanuele Aloia, cantautore italiano
- 1998 - Kalon Barnes, giocatore di football americano statunitense
- 1998 - Casey Larson, saltatore con gli sci statunitense
- 1998 - Edgar Xavier Marvelo, artista marziale indonesiano
- 1998 - Mikael Ndjoli, calciatore inglese
- 1998 - Reece Oxford, calciatore inglese
- 1998 - Hami Syahin, calciatore singaporiano
- 1998 - Silvia Zarzu, ginnasta rumena
- 1999 - Kristýna Brabencová, cestista ceca
- 1999 - Joachim Carcela-González, calciatore belga
- 1999 - Michela Ciarrocchi, pallavolista italiana
- 1999 - Mohamed Farsi, calciatore algerino
- 1999 - Facundo García, calciatore argentino
- 1999 - Marin Grote, pallavolista statunitense
- 1999 - Brittney Kade, attrice pornografica statunitense
- 1999 - Lautaro Morales, calciatore argentino
- 1999 - Sarah Noutcha, schermitrice francese
- 1999 - Bryce Robinson, attore statunitense
- 1999 - Oleksandr Romančuk, calciatore ucraino
- 1999 - Magomed-Šapi Sulejmanov, calciatore russo
- 1999 - Delarrin Turner-Yell, giocatore di football americano statunitense
- 1999 - Josué Villafranca, calciatore honduregno
- 2000 - Hamid Albreiki, cestista emiratino
- 2000 - Rumarn Burrell, calciatore giamaicano
- 2000 - Lincoln Corrêa dos Santos, calciatore brasiliano
- 2000 - Hristo Ivanov, calciatore bulgaro
- 2000 - Ivan Pace Jr., giocatore di football americano statunitense
- 2000 - Kwame Peprah, calciatore ghanese
- 2000 - Richard Verschoor, pilota automobilistico olandese

## XXI secolo(23)
- 2001 - Jovanny Bolívar, calciatore venezuelano
- 2001 - Emilie Bragstad, calciatrice norvegese
- 2001 - Sebastian Croft, attore britannico
- 2001 - Jonatas Santos, calciatore brasiliano
- 2001 - Mark Williams, cestista statunitense
- 2002 - Gil Gelders, ciclista su strada belga
- 2002 - Liam Gibbs, calciatore inglese
- 2002 - Junior Kadile, calciatore francese
- 2002 - Silja Kosonen, martellista finlandese
- 2002 - Cornelia Kramer, calciatrice danese
- 2002 - Victor Kristiansen, calciatore danese
- 2002 - Zera, cantante e rapper austriaca
- 2002 - Sergej Prjachin, calciatore russo
- 2003 - Justin Edwards, cestista statunitense
- 2003 - Viktor Melëchin, calciatore russo
- 2003 - Arian Salimi, taekwondoka iraniano
- 2003 - Cisse Sandra, calciatore belga
- 2005 - Clement Bischoff, calciatore danese
- 2005 - Raphaelle Gauthier, nuotatrice artistica australiana
- 2005 - Kosta Nedeljković, calciatore serbo
- 2005 - Leo Sauer, calciatore slovacco
- 2005 - Niama Pape Sissoko, calciatore maliano
- 2005 - Owen Vaccaro, attore statunitense